# 西格爾模形式
在數學中，西格爾模形式是辛群上的自守形式。西格爾模形式是西格爾上半平面上的一類多變元全純函數，模形式是其特例。在模空間的意義下，若模形式對應到橢圓曲線，則西格爾模形式便對應更廣的阿貝爾簇。
卡爾·西格爾在1930年代引入這個概念，本意在以解析數論處理二次型的問題。西格爾模形式後來也用於代數幾何、橢圓上同調及某些物理學問題，例如共形場論。

## 定義
固定正整數 {\displaystyle g,N}。首先定義西格爾上半平面為
{\displaystyle {\mathcal {H}}_{g}=\left\{\tau \in M_{g\times g}(\mathbb {C} )\ {\big |}\ \tau ^{T}=\tau ,{\textrm {Im}}(\tau )>0\right\}},
換言之，此即虛部正定之對稱矩陣構成的空間。
再定義一個離散子群
{\displaystyle \Gamma _{g}(N)=\left\{\gamma \in GL_{2g}(\mathbb {Z} )\ {\big |}\ \gamma ^{T}{\begin{pmatrix}0&I_{g}\\-I_{g}&0\end{pmatrix}}\gamma ={\begin{pmatrix}0&I_{g}\\-I_{g}&0\end{pmatrix}},\ \gamma \equiv I_{2g}\mod N\right\}},
其中 {\displaystyle I_{g}} 表 {\displaystyle g\times g} 階單位矩陣。
再設
{\displaystyle \rho :{\textrm {GL}}(g,\mathbb {C} )\rightarrow {\textrm {GL}}(V)}
為一有理複表示，這相當於說 {\displaystyle \rho } 是代數簇之間的有理映射，並保持群運算。
現在可以定義西格爾模形式：對任一函數 {\displaystyle f:{\mathcal {H}}_{g}\to V}，我們採用下述符號
{\displaystyle \gamma ={\begin{pmatrix}A&B\\C&D\end{pmatrix}}}
{\displaystyle (f{\big |}\gamma )(\tau ):=(\rho (C\tau +D))^{-1}f(\gamma \tau )}.
所謂權為 {\displaystyle \rho }、次數為 {\displaystyle g}、階為 {\displaystyle N} 的西格爾模形式，是滿足下述條件的全純函數 {\displaystyle f:{\mathcal {H}}_{g}\to V}
{\displaystyle \forall \gamma \in \Gamma _{g}(N)\;(f{\big |}\gamma )=f}.
當 {\displaystyle g=1} 時，須要求 {\displaystyle f} 在無窮遠處全純。對於 {\displaystyle g>1}，可證明此條件自動成立（Koecher 定理）。

## 外部連結
- Gerard van der Geer, Lecture notes on Siegel modular forms (PDF)